# Laccophilus concisus
Laccophilus concisus är en skalbaggsart som beskrevs av Guignot 1953. Laccophilus concisus ingår i släktet Laccophilus och familjen dykare. Inga underarter finns listade i Catalogue of Life.